# Erwin Bernheim
Erwin Bernheim (* 14. Juni 1925 in Zürich; † 29. November 2007 in Meilen) war ein Schweizer Unternehmer der Uhrenbranche.

## Leben
Erwin Bernheim wuchs in der früher noch selbständigen Zürcher Gemeinde Witikon auf. Er besuchte die Sekundarschule in der Stadt Zürich. Sein Vater war Schneidermeister. Als er erkrankte und früh starb, übernahm Sohn Erwin schon als Jugendlicher zusammen mit seiner Mutter die kleine Herrenkonfektionsfirma seines Vaters. Viele jüdische Flüchtlinge, welche während des Zweiten Weltkrieges in der Schweiz Unterschlupf fanden, zogen nach Kriegsende in andere Länder weiter. Familie Bernheim hatte Kontakte zu solchen Flüchtlingen. Nach ihrer Ausreise baten solche Emigranten Bernheim, für sie Uhren zu besorgen. Die Anfragen häuften sich derart, dass sich Bernheim ab 1947 vollständig dem Uhrenhandel widmete. Mit seinem nach Brasilien ausgewanderten Freund Egon Frank gründete er 1951 die Firma Mondaine Watch Ltd. Die benötigten Uhren kauften sie bei kleinen Uhrenherstellern ein und führten rigorose Funktionskontrollen vor deren Auslieferung durch. 1958 beschlossen die Partner, selbst Uhren herzustellen. Zuerst wurde die Firma Neuchâtel Watch als Produktionsbasis für Ankeruhren erworben. Später entstand in Biberist im Kanton Solothurn die Fabrikationsstätte Remonta. Für die preiswerteren Roskopfuhren wurden vorerst die Uhrwerke eingekauft, anschliessend montiert und zu Fertiguhren assembliert. Jährlich wurden davon zwischen 5 und 7 Millionen hergestellt und verkauft. Brasilien wurde zum wichtigsten Absatzmarkt für das noch junge Unternehmen. Als der betreffende Lieferant der Roskopfwerke in Konkurs ging, fertigte Mondaine ab 1980 auch eigene Roskopfwerke.

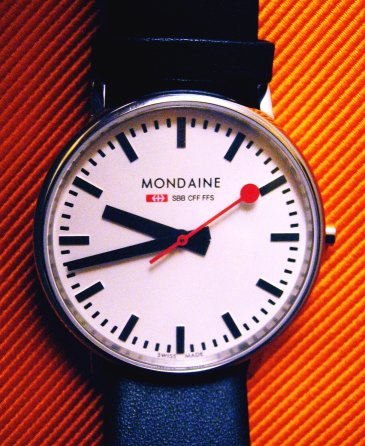
Der Schweizer Bahnhofsuhr von Ing. Hans Hilfiker nachempfundenes Modell Mondaine 30332

Bernheim war zumindest in der Schweiz ein Pionier von Quarzuhren mit Digitalanzeige. 1973 wurde eine Quarzuhr mit Elektronik von Eurosil in München und Flüssigkristallanzeige (LCD) von Brown, Boveri & Cie (BBC) in Dättwil entwickelt. Diese Uhr mit einer Twisted-Nematic-LC-Anzeige gehörte anschliessend zu den ersten in Europa verkauften Digitaluhren ihrer Art. 1975 folgte ein Modell mit einer Anzeige für 6 Ziffern, welche in der neuen LCD-Fabrik von BBC in Lenzburg hergestellt und unter der Bezeichnung Digi Stop mit Stoppuhr-Funktion erfolgreich verkauft wurde. Nachdem der Preisdruck fernöstlicher Konkurrenten für derartige Digitaluhren zu gross wurde, stellte Mondaine auf Quarzuhren mit traditioneller Analoganzeige um.
Das grösste Schweizer Einzelhandelsunternehmen Migros begann Armbanduhren in ihrem Sortiment zu führen. Mondaine entwickelte für Migros eine Armbanduhr mit quarzgesteuertem Elektronikwerk in einem kostengünstigen Kunststoffgehäuse. Die daraufhin am 24. Februar 1983 als M-Watch lancierte Uhr wurde noch vor der bekannter gewordenen Swatch der Öffentlichkeit vorgestellt und zu einem tieferen Preis als die Swatch angeboten. Die M-Watch wurde in der Folge millionenfach verkauft.
Wegen einer schweren Krankheit Bernheims übernahmen seine Söhne die Führung der Uhrenfirma Mondaine. Dank einer Exklusivlizenz der Schweizerischen Bundesbahnen (SBB) konnte eine miniaturisierte Version der Schweizer Bahnhofsuhr noch zu Lebzeiten Bernheims als Armbanduhr allgemein bekannt gemacht werden.
Bernheim war verheiratet und hatte zwei Söhne und eine Tochter.